# Mauricio en los Juegos Paralímpicos de Pekín 2008
Mauricio estuvo representado en los Juegos Paralímpicos de Pekín 2008 por dos deportistas masculinos. El equipo paralímpico mauriciano no obtuvo ninguna medalla en estos Juegos.